# Équipe d'Uruguay olympique de football
Maillots
L'équipe d'Uruguay olympique de football  représente l'Uruguay dans les compétitions de football espoirs comme les Jeux olympiques d'été, où sont conviés les joueurs de moins de 23 ans.

## Palmarès
- Vainqueur des Jeux olympiques en 1924 et 1928

## Parcours lors des Jeux olympiques
De 1908 à 1928, le tournoi est joué par les équipes nationales, avant la création de la Coupe du Monde.

Depuis les Jeux olympiques d'été de 1992, le tournoi est joué par des joueurs de moins de 23 ans .
| Football aux Jeux olympiques | Football aux Jeux olympiques | Football aux Jeux olympiques | Football aux Jeux olympiques | Football aux Jeux olympiques | Football aux Jeux olympiques | Football aux Jeux olympiques | Football aux Jeux olympiques | Football aux Jeux olympiques |
| Année                        | Tour                         | Classement                   | J                            | G                            | N                            | P                            | Bp                           | Bc                           |
| ---------------------------- | ---------------------------- | ---------------------------- | ---------------------------- | ---------------------------- | ---------------------------- | ---------------------------- | ---------------------------- | ---------------------------- |
| 1896                         | Pas de Tournoi               | -                            | -                            | -                            | -                            | -                            | -                            | -                            |
| 1900                         | Non participant              | -                            | -                            | -                            | -                            | -                            | -                            | -                            |
| 1904                         | Non participant              | -                            | -                            | -                            | -                            | -                            | -                            | -                            |
| 1908                         | Non participant              | -                            | -                            | -                            | -                            | -                            | -                            | -                            |
| 1912                         | Non participant              | -                            | -                            | -                            | -                            | -                            | -                            | -                            |
| 1920                         | Non participant              | -                            | -                            | -                            | -                            | -                            | -                            | -                            |
| 1924                         | Vainqueur                    | 1                            | 5                            | 5                            | 0                            | 0                            | 20                           | 2                            |
| 1928                         | Vainqueur                    | 1                            | 5                            | 4                            | 1                            | 0                            | 12                           | 5                            |
| 1932                         | Pas de Tournoi               | -                            | -                            | -                            | -                            | -                            | -                            | -                            |
| 1936                         | Forfait                      | -                            | -                            | -                            | -                            | -                            | -                            | -                            |
| 1948                         | Non participant              | -                            | -                            | -                            | -                            | -                            | -                            | -                            |
| 1952                         | Non participant              | -                            | -                            | -                            | -                            | -                            | -                            | -                            |
| 1956                         | Non participant              | -                            | -                            | -                            | -                            | -                            | -                            | -                            |
| 1960                         | Non qualifiée                | -                            | -                            | -                            | -                            | -                            | -                            | -                            |
| 1964                         | Non qualifiée                | -                            | -                            | -                            | -                            | -                            | -                            | -                            |
| 1968                         | Non qualifiée                | -                            | -                            | -                            | -                            | -                            | -                            | -                            |
| 1972                         | Non qualifiée                | -                            | -                            | -                            | -                            | -                            | -                            | -                            |
| 1976                         | Forfait                      | -                            | -                            | -                            | -                            | -                            | -                            | -                            |
| 1980                         | Non participant              | -                            | -                            | -                            | -                            | -                            | -                            | -                            |
| 1984                         | Non participant              | -                            | -                            | -                            | -                            | -                            | -                            | -                            |
| 1988                         | Non qualifiée                | -                            | -                            | -                            | -                            | -                            | -                            | -                            |
| 1992                         | Non qualifiée                | -                            | -                            | -                            | -                            | -                            | -                            | -                            |
| 1996                         | Non qualifiée                | -                            | -                            | -                            | -                            | -                            | -                            | -                            |
| 2000                         | Non qualifiée                | -                            | -                            | -                            | -                            | -                            | -                            | -                            |
| 2004                         | Non qualifiée                | -                            | -                            | -                            | -                            | -                            | -                            | -                            |
| 2008                         | Non qualifiée                | -                            | -                            | -                            | -                            | -                            | -                            | -                            |
| 2012                         | 1er tour                     | 9                            | 3                            | 1                            | 0                            | 2                            | 2                            | 4                            |
| 2016                         | Non qualifiée                | -                            | -                            | -                            | -                            | -                            | -                            | -                            |
| 2021                         | Non qualifiée                | -                            | -                            | -                            | -                            | -                            | -                            | -                            |
| 2024                         | À venir                      | -                            | -                            | -                            | -                            | -                            | -                            | -                            |
| Total                        | 3/25                         | 2 médailles                  | 13                           | 10                           | 1                            | 2                            | 34                           | 11                           |

## Effectif actuel
Liste des joueurs convoqués par Óscar Tabárez pour disputer les Jeux olympiques d'été de 2012 : 
| #          | Nom                 | Club                | Âge      | Joués    | But inscrit | Averti   | Carton jaune · Carton jaune · Carton rouge | Carton rouge |
| Gardiens   | Gardiens            | Gardiens            | Gardiens | Gardiens | Gardiens    | Gardiens | Gardiens                                   | Gardiens     |
| ---------- | ------------------- | ------------------- | -------- | -------- | ----------- | -------- | ------------------------------------------ | ------------ |
|            | Martin Campana      | Cerro Largo         |          | 0        | 0           | 0        | 0                                          | 0            |
|            | Leandro Gelpi       | Penarol             |          | 0        | 0           | 0        | 0                                          | 0            |
| Défenseurs |                     |                     |          |          |             |          |                                            |              |
|            | Matías Aguirregaray | Palerme             |          | 0        | 0           | 0        | 0                                          | 0            |
|            | Emiliano Albin      | Penarol             |          | 0        | 0           | 0        | 0                                          | 0            |
|            | Ramon Arias         | Defensor Sporting   |          | 0        | 0           | 0        | 0                                          | 0            |
|            | Sebastian Coates    | Liverpool           |          | 0        | 0           | 0        | 0                                          | 0            |
|            | Diego Polenta *     | Bari                |          | 0        | 0           | 0        | 0                                          | 0            |
|            | Alexis Rolin        | Nacional            |          | 0        | 0           | 0        | 0                                          | 0            |
| Milieux    |                     |                     |          |          |             |          |                                            |              |
|            | Maximiliano Calzada | Nacional            |          | 0        | 0           | 0        | 0                                          | 0            |
|            | Nicolás Lodeiro     | Botafogo            | 23       | 0        | 0           | 0        | 0                                          | 0            |
|            | Gastón Ramírez      | Bologne             |          | 0        | 0           | 0        | 0                                          | 0            |
|            | Egidio Arévalo      | Palerme             | 32       | 0        | 0           | 0        | 0                                          | 0            |
|            | Urreta              | Vitoria Guimaraes   | 23       | 0        | 0           | 0        | 0                                          | 0            |
| Attaquants |                     |                     |          |          |             |          |                                            |              |
|            | Edinson Cavani      | Paris Saint-Germain | 25       | 0        | 0           | 0        | 0                                          | 0            |
|            | Abel Hernández *    | Palerme             | 21       | 0        | 0           | 0        | 0                                          | 0            |
|            | Luis Alberto Suárez | Liverpool           | 25       | 0        | 0           | 0        | 0                                          | 0            |
|            | Tabare Viudez       | Nacional            | 21       | 0        | 0           | 0        | 0                                          | 0            |
| Entraîneur |                     |                     |          |          |             |          |                                            |              |
|            | Óscar Tabárez       |                     |          |          |             |          |                                            |              |

## Rencontres

### Jeux olympiques d'été de 1924

#### Tour préliminaire
| 26 mai 1924 | Uruguay                                                              | 7 - 0   | Yougoslavie | Stade olympique, Colombes                      |                                                |
| 16:00       | Vidal 20e · Scarone 23e · Cea 50e 80e · Petrone 35e 61e · Romano 58e | (3 - 0) |             | Spectateurs : 1 000 Arbitrage : Georges Vallat | Spectateurs : 1 000 Arbitrage : Georges Vallat |
| 16:00       | (Rapport)                                                            |         |             | Spectateurs : 1 000 Arbitrage : Georges Vallat | Spectateurs : 1 000 Arbitrage : Georges Vallat |

#### Huitièmes de finale
| 29 mai 1924 | Uruguay                       | 3 - 0   | États-Unis | Stade Bergeyre, Paris                            |                                                  |
| 17:00       | Petrone 10e 44e · Scarone 15e | (2 - 0) |            | Spectateurs : 10 455 Arbitrage : Charles Barette | Spectateurs : 10 455 Arbitrage : Charles Barette |
| 17:00       | (Rapport)                     |         |            | Spectateurs : 10 455 Arbitrage : Charles Barette | Spectateurs : 10 455 Arbitrage : Charles Barette |

#### Quarts de finale
| 1er juin 1924 | France      | 1 - 5   | Uruguay                                       | Stade olympique, Colombes                         |                                                   |
| 16:00         | Nicolas 12e | (1 - 2) | Scarone 2e 24e · Petrone 58e 68e · Romano 83e | Spectateurs : 45 000 Arbitrage : P. Chr. Andersen | Spectateurs : 45 000 Arbitrage : P. Chr. Andersen |
| 16:00         | (Rapport)   |         |                                               | Spectateurs : 45 000 Arbitrage : P. Chr. Andersen | Spectateurs : 45 000 Arbitrage : P. Chr. Andersen |

#### Demi-finales
| 6 juin 1924 | Uruguay                      | 2 - 1   | Pays-Bas | Stade olympique, Colombes                       |                                                 |
| 17:00       | Cea 62e · Scarone 81e (pen.) | (0 - 1) | Pijl 32e | Spectateurs : 40 000 Arbitrage : Georges Vallat | Spectateurs : 40 000 Arbitrage : Georges Vallat |
| 17:00       | (Rapport)                    |         |          | Spectateurs : 40 000 Arbitrage : Georges Vallat | Spectateurs : 40 000 Arbitrage : Georges Vallat |

#### Finale
| 9 juin 1924 17 h 0        | Uruguay                           | 3 - 0 | Suisse | Stade Olympique, Colombes                       |                                                 |
| Historique des rencontres | Petrone 9e · Cea 65e · Romano 82e |       |        | Spectateurs : 41 000 Arbitrage : Marcel Slawick | Spectateurs : 41 000 Arbitrage : Marcel Slawick |
| Historique des rencontres | (Rapport)                         |       |        | Spectateurs : 41 000 Arbitrage : Marcel Slawick | Spectateurs : 41 000 Arbitrage : Marcel Slawick |

|  | Titulaires : Andrés Mazali Pedro Arispe José Nasazzi Alfredo Ghierra José Vidal José Leandro Andrade Angel Romano Pedro Cea Pedro Petrone Hector Scarone Santos Urdinarán Entraîneur : Ernesto Fígoli | Finale des JO 1924 |  | Titulaires : Hans Pulver Rudolf Ramseyer Adolphe Reymond Aron Pollitz Paul Schmiedlin August Oberhauser Paul Fässler Max Abegglen Walter Dietrich Robert Pache Karl Ehrenbolger Entraîneur : Teddy Duckworth |

### Jeux olympiques d'été de 1928

#### Premier tour
| 30 mai 1928 | Pays-Bas | 0 - 2   | Uruguay                     | Amsterdam                                     |                                               |
| 13:00       |          | (0 - 1) | Scarone 20e · Urdinarán 86e | Spectateurs : 27 730 Arbitrage : Jan Langenus | Spectateurs : 27 730 Arbitrage : Jan Langenus |
| 13:00       | Report   |         |                             | Spectateurs : 27 730 Arbitrage : Jan Langenus | Spectateurs : 27 730 Arbitrage : Jan Langenus |

#### Deuxième tour
| 3 juin 1928 | Uruguay                          | 4 - 1   | Allemagne   | Amsterdam                                         |                                                   |
| 13:00       | Petrone 35e 39e 84e · Castro 63e | (2 - 0) | Hofmann 81e | Spectateurs : 25 131 Arbitrage : Youssouf Mohamed | Spectateurs : 25 131 Arbitrage : Youssouf Mohamed |
| 13:00       | Report                           |         |             | Spectateurs : 25 131 Arbitrage : Youssouf Mohamed | Spectateurs : 25 131 Arbitrage : Youssouf Mohamed |

#### Demi-finales
| 7 juin 1928 | Uruguay                             | 3 - 2   | Italie                       | Amsterdam                                      |                                                |
| 12:00       | Cea 17e · Campolo 28e · Scarone 31e | (3 - 1) | Baloncieri 9e · Levratto 60e | Spectateurs : 15 230 Arbitrage : Willem Eymers | Spectateurs : 15 230 Arbitrage : Willem Eymers |
| 12:00       | Report                              |         |                              | Spectateurs : 15 230 Arbitrage : Willem Eymers | Spectateurs : 15 230 Arbitrage : Willem Eymers |

#### Finale

##### Premier match
| 10 juin 1928 | Uruguay     | 1 - 1   | Argentine    | Amsterdam                                         |                                                   |
| 13:00        | Petrone 23e | (1 - 0) | Ferreira 50e | Spectateurs : 28 253 Arbitrage : Johannes Mutters | Spectateurs : 28 253 Arbitrage : Johannes Mutters |
| 13:00        | Report      |         |              | Spectateurs : 28 253 Arbitrage : Johannes Mutters | Spectateurs : 28 253 Arbitrage : Johannes Mutters |

##### Deuxième match/Match rejoué
| 13 juin 1928 | Uruguay                    | 2 - 1   | Argentine | Amsterdam                                         |                                                   |
| 12:00        | Figueroa 17e · Scarone 73e | (1 - 1) | Monti 28e | Spectateurs : 28 113 Arbitrage : Johannes Mutters | Spectateurs : 28 113 Arbitrage : Johannes Mutters |
| 12:00        | Report                     |         |           | Spectateurs : 28 113 Arbitrage : Johannes Mutters | Spectateurs : 28 113 Arbitrage : Johannes Mutters |

### Jeux olympiques d'été de 2012

#### 1ertour
| 26 juillet 2012 | Émirats arabes unis | 1-2   | Uruguay                   | Old Trafford, Manchester                       |                                                |
| 17 h 00 CEST    | Matar 23e           | (1-1) | Ramírez 42e · Lodeiro 56e | Spectateurs : 51 745 Arbitrage : Peter O'Leary | Spectateurs : 51 745 Arbitrage : Peter O'Leary |
| 17 h 00 CEST    | Rapport             |       |                           | Spectateurs : 51 745 Arbitrage : Peter O'Leary | Spectateurs : 51 745 Arbitrage : Peter O'Leary |

| 29 juillet 2012 | Sénégal                 | 2-0   | Uruguay | Stade Wembley, Londres                       |                                              |
| 17 h 00 CEST    | Konaté 10e 37e · Ba 30e | (2-0) |         | Spectateurs : 75 093 Arbitrage : Felix Brych | Spectateurs : 75 093 Arbitrage : Felix Brych |
| 17 h 00 CEST    | Rapport                 |       |         | Spectateurs : 75 093 Arbitrage : Felix Brych | Spectateurs : 75 093 Arbitrage : Felix Brych |

| 1er août 2012 | Grande-Bretagne | 1-0   | Uruguay | Millennium Stadium, Cardiff                       |                                                   |
| 19 h 45 CEST  | 45+1e Sturridge | (1-0) |         | Spectateurs : 70 438 Arbitrage : Yuichi Nishimura | Spectateurs : 70 438 Arbitrage : Yuichi Nishimura |